# Берта Вейль
Берта Вейль (фр. Berthe Weill; 20 листопада 1865, Париж — 17 квітня 1951, Париж) — французька діячка культури, арт-дилерка, мемуаристка. Організаторка єдиної та скандальної персональної виставки Амедео Модільяні.

## Біографія
Народилася 20 листопада 1865 року в Парижі в єврейській родині, що має німецьке коріння. Була однією із семи дітей.
Батьки були небагаті, і Берті рано довелося розпочати роботу в антикварній крамниці, де вона набула знання з торгівлі антикваріатом. Цей досвід прислужився їй надалі, коли вона познайомилася з колекціонерами та продавцями художніх цінностей. Після смерті власника крамниці Маєра Берта з одним зі своїх братів теж відкрила крамницю антикваріату, де пропрацювала з 1897 до 1900 року. Під впливом письменника й мистецтвознавця Клода Роже-Маркса (фр. Claude Roger-Marx) вона зацікавилася сучасним мистецтвом, зокрема, творчістю молодих художників. У 1900 році, незабаром після появи Пікассо в Парижі, вона купила та продала кілька його робіт і таким чином стала першим дилером картин художника.

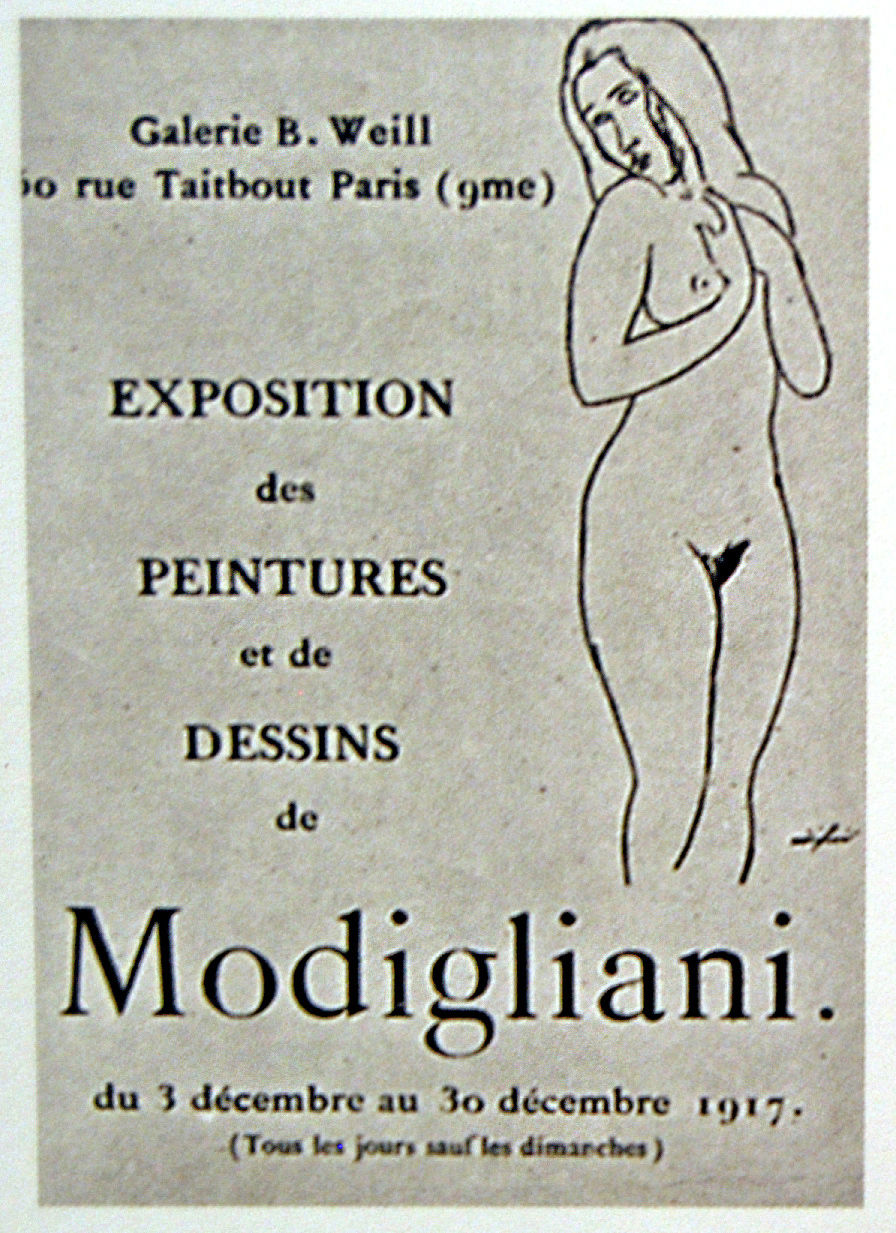
Листівка виставки Модільяні

У 1901 році за підтримки іспанського арт-дилера та на гроші зі свого посагу Вейль відкрила галерею Galerie B. Weill з експозицією робіт молодих художників, яка проіснувала до 1939 року, аж до початку Другої світової війни. На замовлення Леопольда Зборовського в період 1916—1917 років Амедео Модільяні написав близько 30 полотен у жанрі ню. 3 грудня 1917 року виставка його робіт була відкрита в галереї Берти Вейль, що була розташована якраз навпроти поліцейської дільниці. Вартові закону, обурені виглядом виставлених картин, змусили Модільяні закрити експозицію через кілька годин після її відкриття.
Після війни Берта Вейль переживала складний період, пов'язаний зі станом здоров'я та фінансовими труднощами. В 1946 році художники, яких вона підтримувала протягом багатьох років, організували аукціон своїх художніх робіт, кошти від якого були спрямовані на підтримку Вейль. У 1948 році за внесок у сучасне мистецтво вона була нагороджена орденом Почесного легіону.
Померла 17 квітня 1951 року в Парижі.
Діяльність Берти Вейль та її галереї сприяли появі багатьох французьких художників, зокрема й жінок: Сюзанни Валадон, Емілі Шармі та Жаклін Марваль. В останні роки інтерес до діяльності Вейль став зростати.
2007 року портрет Вейль роботи Пікассо став французьким національним надбанням. У лютому 2012 року в Парижі біля будинку, де було відкрито галерею Берти Вейль, встановлено пам'ятний знак зі словами: «За цією адресою Берта Вейль відкрила в 1901 році першу художню галерею для просування молодих художників. Її підтримка стала умовою набуття популярності найпередовіших модерних художників».